# Eduardo Ambros Ribeiro
Eduardo Ambros Ribeiro (Passo Fundo),  é um político brasileiro, filiado ao PSD. Nas eleições de 2022, foi eleito deputado estadual pelo AC.